# Geoffrey Dear
Geoffrey James Dear (né le 20 septembre 1937) est un pair et officier de police britannique à la retraite qui est un ancien chef de la police de West Midlands. Il est décrit par l'écrivain Sir Robin Day comme «le policier le plus connu et le plus respecté de sa génération».

## Carrière policière
Il est né de Cecil William Dear et Violet Mackney et fait ses études à Fletton Grammar School à Old Fletton, Huntingdonshire. Il rejoint la police combinée de Peterborough (qui est devenue membre de la Mid-Anglia Constabulary en 1965) comme cadet et est constable en 1956. En 1965, il va à l'University College de Londres, grâce à une bourse Bramshill pour étudier le droit. Diplômé en 1968, puis commandant de division à Cambridge, il est nommé chef de la police adjoint (opérations) du Nottinghamshire Combined Constabulary ( Nottinghamshire Police de 1974) en 1972. De 1975 à 1977, il est détaché au Bramshill Police College comme directeur de la formation au commandement. En septembre 1979, il reçoit la Mention élogieuse de la Reine pour conduite courageuse pour son arrestation d'un homme armé et «mentalement dérangé» qui s'est barricadé dans une maison avec son fils en bas âge après plusieurs coups de feu.
En 1980, il est transféré à la police métropolitaine comme commissaire adjoint adjoint (formation) . Dans ce poste, il a attiré l'attention du public en instituant une formation à la sensibilisation raciale pour les policiers à la suite des émeutes de Brixton, sur lesquelles il a également mené une enquête interne. Le 1er décembre 1981, il est nommé commissaire adjoint "D" (personnel et formation) . Il reçoit la Médaille de la Police de la Reine (QPM) en 1982 en reconnaissance de son implication après les émeutes à Brixton en 1981, dans des circonstances toujours difficiles et parfois dangereuses, et dirige l'enquête du Met sur la fusillade de Steven Waldorf en 1983. En 1984, il est commissaire adjoint «A» (opérations et administration) . En 1985, il quitte la police métropolitaine pour devenir chef de la police des West Midlands . Il est le dernier officier à occuper le poste de commissaire adjoint "A" avant qu'il ne soit aboli lors de la réorganisation plus tard dans l'année.
Dans les West Midlands, il est rapidement apparu au premier plan avec sa gestion des suites de tirs par la police contre un jeune garçon et, séparément, des suites des émeutes de Handsworth en 1985. Il institue de vastes changements dans cette force, tant sur le plan administratif que opérationnel. En 1989, il dirige l'enquête sur la catastrophe du stade d'Hillsborough. On s'attend généralement à ce qu'il soit nommé chef de la Police royale de l'Ulster en 1989, mais le poste revient à Hugh Annesley.
Dear est le chef de la police au cours des dernières années de la brigade des crimes graves des West Midlands, alors que ses fautes professionnelles et ses condamnations à risque sont révélées. Il est fermé en 1989. L'équipe fait l'objet d'une enquête de la police du West Yorkshire, qui trouve des preuves de graves abus, mais pas suffisamment pour poursuivre des agents individuels. Un certain nombre d'agents prennent leur retraite prématurément ou partent pour empêcher les procédures disciplinaires internes. Depuis la suppression de l'équipe, plus de 60 condamnations sont jugées contestables et annulées .
Il occupe le poste de chef de la police des West Midlands jusqu'au 1er avril 1990, date à laquelle il est nommé l'un des inspecteurs de la gendarmerie. La décision est critiquée par le député Chris Mullin, étant donné la responsabilité ultime de Dear dans les échecs de la brigade des crimes graves des West Midlands.
Il est fait chevalier dans les honneurs du Nouvel An 1997, peu de temps avant sa retraite. Il est membre de la revue Glidewell du Crown Prosecution Service de 1997 à 1998 et conseille l'Auld Review of the Criminal Courts process en 2002 et l'enquête Virdi en 2003.

## Pairie
Dear est créé pair à vie en tant que baron Dear, de Willersey dans le comté de Gloucestershire, le 2 mai 2006. Il siège comme crossbencher. Il occupe un certain nombre de postes rémunérés en tant qu'administrateur non exécutif ou président, et est actuellement président non exécutif de Blaythorne Group Ltd.
Il prend une part active et régulière aux affaires de la Chambre des lords, sur les affaires intérieures, la justice pénale et les affaires rurales. Il est nommé vice-président des commissions en 2015, et est membre de la commission restreinte de l'Union européenne, de 2011 à 2015, de la sous-commission des affaires intérieures, de 2008 à 2012, et de la sous-commission des affaires économiques et financières de 2011 à 2015. Depuis 2015, il est membre du Comité des privilèges et de la conduite et du Comité des œuvres d'art. En 2008, il dirige avec succès l'opposition à la Chambre des lords pour faire échec à l'intention du gouvernement de prolonger de 28 à 42 jours la durée pendant laquelle des terroristes présumés pourraient être détenus sans inculpation. En 2012, il amende avec succès la loi de 1986 sur l'ordre public afin de protéger la liberté d'expression en public, et combat les tentatives du gouvernement en 2014 d'abaisser le critère de seuil pour la création d'ASBO d'un comportement susceptible de causer «harcèlement, alarme ou détresse» "nuisance ou contrariété".
Critiquant l'absence de consultation gouvernementale préalable concernant le projet de loi, il est un opposant de premier plan aux Lords à la législation gouvernementale visant à introduire le mariage homosexuel, proposant un « amendement destructeur » au projet de loi, qui est rejeté .
Il est lieutenant adjoint du Worcestershire, vice-lord lieutenant de ce comté de 1998 à 2001 et est conseiller honoraire de Gray's Inn. Il est membre du University College de Londres et membre honoraire de la Birmingham City University
Il épouse Judith Stocker en 1958. Après la mort de sa première femme en 1996, il épouse Alison Jones deux ans plus tard. Il a deux filles et un fils de son premier mariage.